# Francisco Sarmiento de Mendoza y Manuel
Francisco de Sarmiento de Mendoza y Manuel (Burgos, 1498-Castelnuovo (actual Herceg Novi, Montenegro), 7 de agosto de 1539) fue un militar español, caballero y comendador de la Orden de Santiago y maestre de campo de los tercios. Murió el 7 de agosto de 1539 dirigiendo la numantina defensa de Castelnuovo -en el actual Montenegro- contra un ejército otomano muy superior en fuerzas.

## Ascendientes
De preclara familia burgalesa, era hijo de Antonio Sarmiento y Manuel, alcalde mayor de Burgos, y de María de Mendoza y Zúñiga. Hermano del capitán Garci Sarmiento, muerto en Djerba en 1510, y de Luis Sarmiento de Mendoza, caballero calatravo y embajador de Carlos I en Portugal.
Además era  sobrino de D. Luis de Acuña, Obispo de Burgos, y de D. Pedro Girón, Arcediano de Valpuesta, Fue tío de su homónimo Francisco Sarmiento de Mendoza, obispo de Astorga y Jaén.

## Carrera militar
Francisco Sarmiento inició su carrera militar a los dieciocho años, cuando se le nombró alcaide de la torre y puerta de Santa María la Blanca (hoy Arco de Santa María) de Burgos. En 1521, durante el levantamiento comunero, fue nombrado capitán de una compañía de 300 hombres, leales a Carlos I. Poco después se unió al ejército que hizo frente a los franceses en Navarra, participando en la reconquista de Fuenterrabía en 1524.
Tras un breve periodo como regidor de Burgos, durante el que contrajo matrimonio, en 1529 se reincorporó a la vida militar, formando una compañía de 300 hombres que acompañó a Carlos I a Italia. Su compañía fue rápidamente destacada para recibir la plaza de Pavía. De allí pasaron a Florencia, donde participaron en la batalla de Gavinana, en la que se distinguió Sarmiento junto al también capitán Machicao, ambos a las órdenes del maestre de campo Pedro Vélez de Guevara. 
En 1532, encuadrado en el Tercio de Machicao, marchó a enfrentarse a los turcos que amenazaban Viena, obligándolos a replegarse antes de entablar batalla. De vuelta en Italia su compañía, junto a otras, fue destinada a guarnecer la isla de Sicilia, desde donde actuaron en el socorro y defensa de Koroni, incluyendo el ataque y destrucción de Androusa, ambas situadas en el sur de la actual Grecia; en el asedio y conquista de La Goleta, conquista de Túnez; toma de Bizerta y la invasión de la Provenza y Marsella en 1536. Ese mismo año es promovido a maestre de campo y toma el mando del recién creado tercio, que recibirá su nombre, Tercio de Sarmiento, o Tercio Viejo de Nápoles.
En 1537 volvió a participar en las operaciones contra las facciones republicanas de Florencia, participando en la batalla de Montemurlo y asegurando a Cosme de Medici como gobernante de la ciudad.

### Asedio de Castelnuovo
En 1538, bajo las órdenes de la recién formada Santa Liga, es embarcado para luchar contra los turcos. Después de diversas disensiones entre los coaligados, se logró la conquista de Castelnuovo y las compañías de Sarmiento recibieron la orden de fortificar y guarnecer el lugar. A sus órdenes estaban seis banderas del tercio de Florencia, tres del de Lombardía, dos del tercio de Nápoles, una del de Niza, y otras tres al mando de los capitanes Machín de Munguía, Zambrana y Pedro de Sotomayor.
A mediados de julio de 1539 se presentó la flota turca a las órdenes de Jeireddín Barbarroja, con unos 20000 hombres de armas, a los que se sumarían los del gobernador otomano de Bosnia que se acercaban por tierra con otros 30000 hombres. Frente a ellos, Francisco Sarmiento disponía de unos 4000 experimentados soldados. El 23 de julio Barbarroja ofreció una salida honrosa si se rendían, pues podrían conservar sus banderas y pertrechos, además de una suma de dinero. Sarmiento deliberó con sus capitanes, y los capitanes con sus oficiales, y decidieron “que preferían morir al servicio de Dios y de su Majestad, y que viniesen cuando quisiesen”.
El 5 de agosto Barbarroja ordenó el asalto final, una vez destruida la fortaleza superior y cuando solo quedaba como refugio de civiles y soldados la fortaleza cercana al puerto. Se sucedieron las oleadas otomanas, todas repelidas, hasta que el 7 de agosto de 1539 se produjo el asalto final. Las tropas de Sarmiento, con éste a la cabeza, se dirigieron al castillo que defendía el puerto, pero ante la puerta atrancada, y tras rechazar la oferta de ser izado hasta una ventana, volvió al combate para pelear “espaldas contra espaldas”, donde pereció al lado de gran parte de sus hombres.

## Matrimonio y descendencia
Contrajo matrimonio con María de Cotannes, con quien tuvo tres hijos: Garci, Francisca y Antonio Sarmiento.

## Homenajes
Una calle y una plaza de Burgos llevan su nombre.